# Leo Lodewijk Marie van Nispen tot Sevenaer
Jhr. Leo Lodewijk Marie van Nispen tot Sevenaer ('s-Gravenhage,  10 april 1939 − Amsterdam, 8 mei 2017) was directeur van de Rijksdienst voor de Monumentenzorg.

## Biografie
Van Nispen was een telg uit het geslacht Van Nispen en een zoon van jhr. mr. Eugène Octave Marie van Nispen tot Sevenaer (1895-1957), kunsthistoricus en ook directeur van de Rijksdienst voor de Monumentenzorg, en Marie Johanna barones van Voorst tot Voorst (1907-2009), telg uit het geslacht Van Voorst tot Voorst. Hij trouwde in 1966 met Elise Pauline Arnold met wie hij vier kinderen kreeg. In 1969 studeerde hij af als bouwkundig ingenieur aan de Technische Hogeschool Delft. In 1976 werd hij benoemd tot directeur van de Rijksdienst voor de Monumentenzorg, waarvan zijn vader tussen 1939 en 1956 ook directeur was. Meteen in zijn eerste jaarverslag, dat over 1975 (tevens Europees Monumentenjaar), ontvouwde hij een nieuwe visie op monumentenbeleid: er moest niet langer worden uitgegeaan van de bescherming van louter individuele monumenten, maar er moest tevens naar de omgeving worden gekeken. (Dit was bijvoorbeeld een visie die al was ontvouwd door jhr. dr. Henri Wolter Matheus van der Wyck (1927-2001), in 1975 nog medewerker van de RDMZ, in zijn  proefschrift over Nederlandse buitenplaatsen.) Inmiddels was er een hoofddirecteur bij de dienst benoemd, Jan Jessurun, en werd Van Nispen plaatsvervangend hoofddirecteur; in 1987 volgde Van Nispen Jessurun op, die directeur-generaal op het ministerie werd, maar met de titel directeur. Vanaf 1 oktober 1991 werd hij directeur van het internationaal secretariaat van de International Council on Monuments and Sites (ICOMOS) te Parijs waarvan hij sinds 1 mei van dat jaar al interim-manager was; hij zou tot 1994 directeur blijven. Bij de Nederlandse dienst werd hij opgevolgd door Fons Asselbergs (na een interim-periode met de Amersfoortse wethouder U.F. Hylkema).
Jhr. ir. L.L.M. van Nispen tot Sevenaer was Officier in de Orde van Oranje-Nassau en overleed in 2017 op 78-jarige leeftijd.